# 2016-os öttusa-világbajnokság
A 2016-os öttusa-világbajnokságot, amely az 56. volt, az oroszországi Moszkvában rendezték 2016. május 23. és 29. között. Az öt versenyszám a hagyományos vívás, úszás, lovaglás és a lövészettel kombinált futás voltak.

## Érmesek

### Férfi
| Versenyszám | Arany                                                     | Arany | Ezüst                                                                 | Ezüst | Bronz                                               | Bronz |
| ----------- | --------------------------------------------------------- | ----- | --------------------------------------------------------------------- | ----- | --------------------------------------------------- | ----- |
| Egyéni      | Valentin Belaud · Franciaország                           | 1514  | Aleksander Lesun · Oroszország                                        | 1510  | Jung Jinhwa · Dél-Korea                             | 1504  |
| Csapat      | Egyiptom · Amro El Geziry · Yasser Hefny · Omar El Geziry | 4477  | Franciaország · Valentin Prades · Valentin Belaud · Christopher Patte | 4106  | Dél-Korea · Jun Woongtae · Jung Jinhwa · Lee Woojin | 4100  |
| Váltó       | Dél-Korea · Hwang Woojin · Jun Woongtae                   | 1563  | Oroszország · Ilia Frolov · Oleg Naumov                               | 1550  | Franciaország · Alexandre Henrard · Pierre Dejardin | 1524  |

### Női
| Versenyszám | Arany                                                               | Arany | Ezüst                                            | Ezüst | Bronz                                                           | Bronz |
| ----------- | ------------------------------------------------------------------- | ----- | ------------------------------------------------ | ----- | --------------------------------------------------------------- | ----- |
| Egyéni      | Kovács Sarolta · Magyarország                                       | 1386  | Élodie Clouvel · Franciaország                   | 1374  | Lena Schöneborn · Németország                                   | 1373  |
| Csapat      | Magyarország · Földházi Zsófia · Alekszejev Tamara · Kovács Sarolta | 4080  | Kína · Zhang Xiaonan · Liang Wanxia · Csen Csien | 4075  | Németország · Janine Kohlmann · Annika Schleu · Lena Schöneborn | 4042  |
| Váltó       | Németország · Annika Schleu · Lena Schoneborn                       | 1419  | Nagy-Britannia · Joanna Muir · Samantha Murray   | 1409  | Fehéroroszország · Katsiaryna Arol · Iryna Prasiantsova         | 1405  |

### Vegyes
| Versenyszám | Arany                                            | Arany | Ezüst                             | Ezüst | Bronz                                                    | Bronz |
| ----------- | ------------------------------------------------ | ----- | --------------------------------- | ----- | -------------------------------------------------------- | ----- |
| Váltó       | Oroszország · Aleksander Lesun · Donata Rimšaitė | 1509  | Kína · Han Jiahao · Zhang Xiaonan | 1488  | Fehéroroszország · Ilya Palazkov · Anastasiya Prokopenko | 1474  |

## Éremtáblázat
|          | Nemzet             | Arany | Ezüst | Bronz | Összesen |
| 1.       | Magyarország       | 2     | 0     | 0     | 2        |
| 2.       | Franciaország      | 1     | 2     | 1     | 4        |
| 3.       | Oroszország        | 1     | 2     | 0     | 3        |
| 4.       | Dél-Korea          | 1     | 0     | 2     | 3        |
| 4.       | Németország        | 1     | 0     | 2     | 3        |
| 6.       | Egyiptom           | 1     | 0     | 0     | 1        |
| 7.       | Kína               | 0     | 2     | 0     | 2        |
| 8.       | Egyesült Királyság | 0     | 1     | 0     | 1        |
| 9.       | Fehéroroszország   | 0     | 0     | 2     | 2        |
| Összesen | Összesen           | 7     | 7     | 7     | 21       |